# Averan
Averan ist eine französische Gemeinde mit 86 Einwohnern (Stand 1. Januar 2022) im Département Hautes-Pyrénées in der Region Okzitanien (vor 2016: Midi-Pyrénées). Die Gemeinde gehört zum Arrondissement Tarbes und zum Kanton Ossun.
Die Einwohner werden Averanois und Averanoises genannt.

## Geographie
Averan liegt circa sechs Kilometer nordwestlich von Tarbes in dessen Einzugsbereich (Aire urbaine) in der historischen Provinz Bigorre.
Umgeben wird Averan von den fünf Nachbargemeinden:
| Lanne | Bénac                                       |       |
| Adé   | Kompassrose, die auf Nachbargemeinden zeigt | Barry |
|       | Julos                                       |       |

Averan liegt im Einzugsgebiet des Flusses Adour.
Nebenflüsse des Échez durchqueren das Gebiet der Gemeinde:
- der Ruisseau Baradans und
- der Aubish mit seinem Nebenfluss,
  - dem Ruisseau de Mouret.[3]

## Toponymie
Der okzitanische Name der Gemeinde heißt Averan. Er stammt vom lateinischen Eigennamen Avarus zusammen mit dem Suffix -anum, die Bezeichnung für das Landgut des Avarus.
Der Spitznamen der Gemeinde lautet Eths escobassèrs (deutsch die Besenmacher).
Toponyme und Erwähnungen von Averan waren:
- Averaa (gegen 1065, Kopialbuch der Abtei in Saint-Pé-de-Bigorre),
- De Auerano (1313, Steuerliste Debita regi Navarre),
- De Averono (1342, Kirchenregister von Tarbes),
- De Auerano (1379, Prokuration Tarbes),
- Aueran und Auera (1429, Zensus der Grafschaft Bigorre),
- Averan (1750, 1793 und 1801, Karte von Cassini, Notice Communale bzw. Bulletin des lois).[4][5][6]

## Einwohnerentwicklung

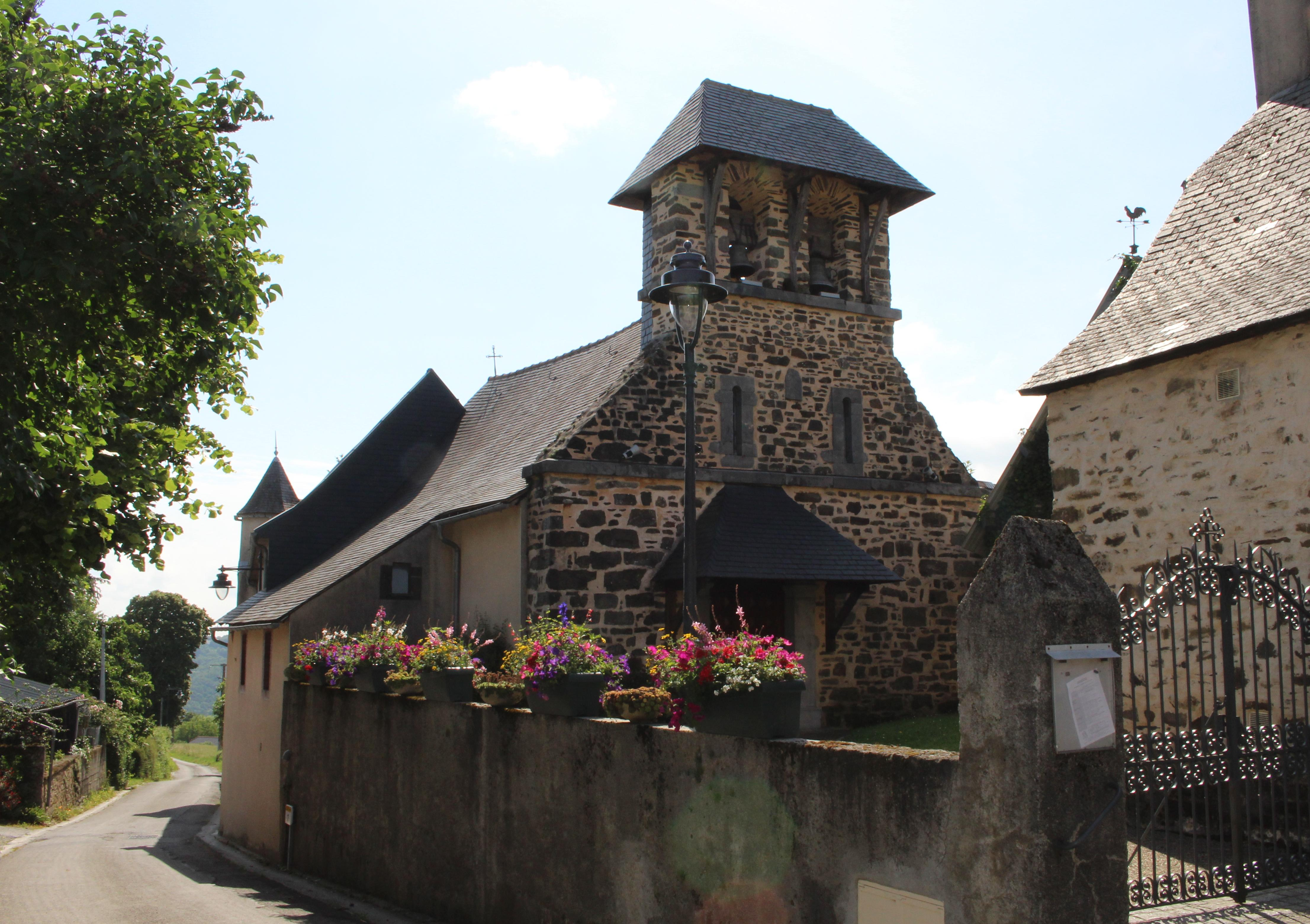
Pfarrkirche Saint-Martin

Nach Beginn der Aufzeichnungen stieg die Einwohnerzahl bis zur zweiten Hälfte des 19. Jahrhunderts auf einen Höchststand von rund 180. In der Folgezeit sank die Größe der Gemeinde bei kurzen Erholungsphasen bis zu den 1960er Jahren auf rund 45, bevor eine Wachstumsphase einsetzte, die in jüngster Zeit wieder stagniert.
| Jahr      | 1962 | 1968 | 1975 | 1982 | 1990 | 1999 | 2006 | 2011 | 2022 |
| --------- | ---- | ---- | ---- | ---- | ---- | ---- | ---- | ---- | ---- |
| Einwohner | 55   | 44   | 50   | 55   | 49   | 65   | 68   | 75   | 86   |

## Sehenswürdigkeiten
- Pfarrkirche Saint-Martin

## Wirtschaft und Infrastruktur

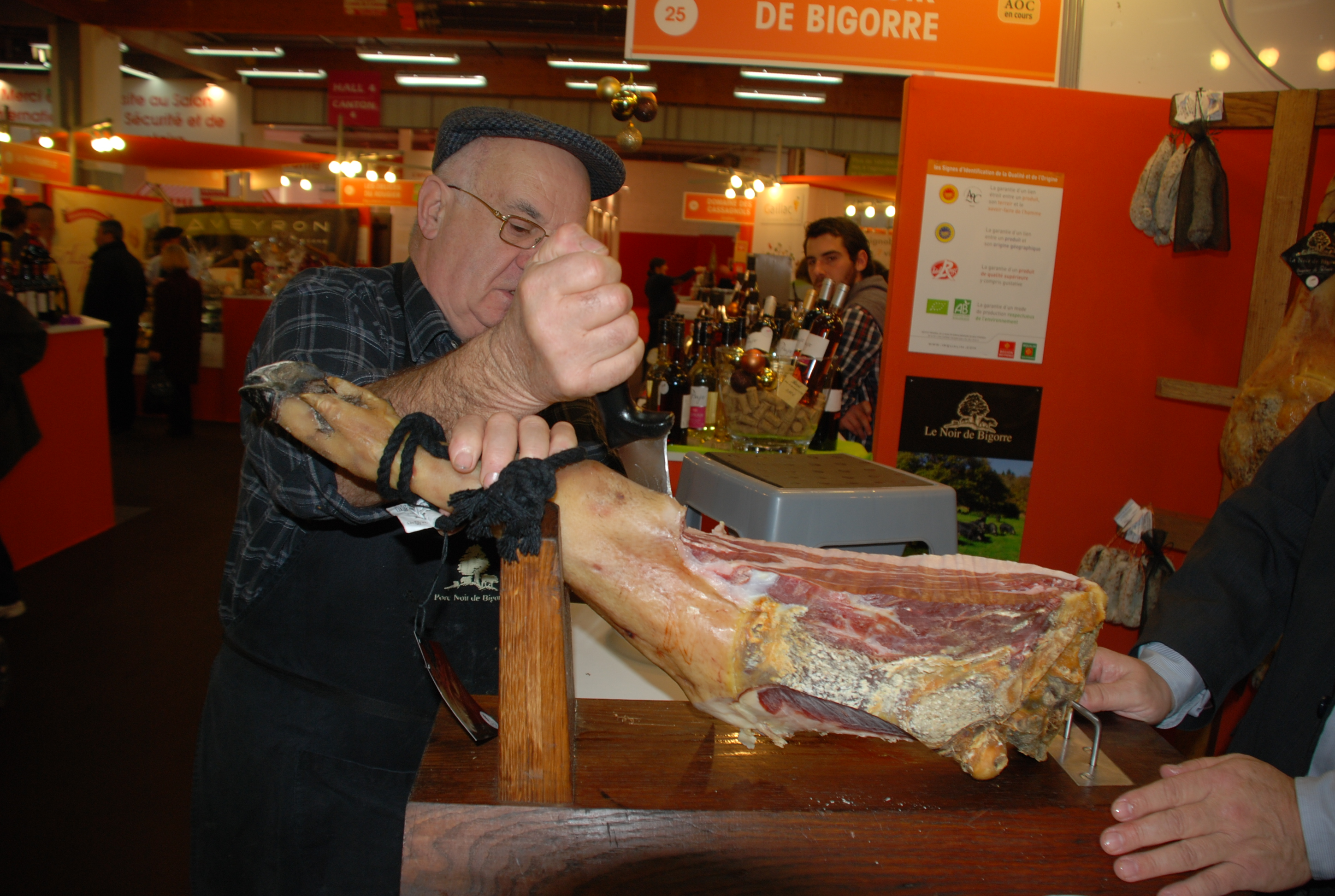
Noir de Bigorre-Schinken

Averan liegt in den Zonen AOC der Schweinerasse Porc noir de Bigorre und des Schinkens Jambon noir de Bigorre.

### Verkehr
Averan wird durchquert von der Route départementale 507A.